# Leslie M. LeCron
Leslie M. LeCron (ur. 27 października 1892 w Minneapolis w stanie Minnesota, zm. w kwietniu 1972) – amerykański psycholog, ekspert hipnozy, autor książek o parapsychologii.
Studiował na Uniwersytecie w Kolorado, który ukończył w 1916 roku z tytułem B.A. Rozpoczął prywatną praktykę jako psycholog i wstąpił do Stowarzyszenia Hipnozy Klinicznej i Eksperymentalnej (Society for Clinical and Experimental Hypnosis) oraz Akademii Medycyny Psychosomatycznej (Academy of Psychosomatic Medicine). Lecron był członkiem honorowym i konsultantem w Towarzystwie Badań Psychicznych (Society for Psychic Research) w Los Angeles.

## Książki w języku polskim
- (1999) Autohipnoza (Self Hypnotism: The Technique and its Use in Daily Living), Bertelsmann Media Sp. z o.o. dla klubu "Świat Książki", Warszawa 1999, przekład: Joanna Płocińska, 224 strony, 13 x 20,5 cm, oprawa twarda, ISBN 83-7227-134-8

## Publikacje angielskojęzyczne
- (1952) Experimental Hypnosis, Leslie M. LeCron, New York: Macmillan, 1952.
- (1955) The Paranormal in Hypnosis, Tomorrow magazine (wiosna 1955).
- (1962) Techniques of Hypnotherapy, New York: Julian Press, 1962.
- (1964) Self-Hypnosis: The Technique and Its Daily Use in Daily Living, Englewood Cliffs, N.J.: Prentice-Hall, 1964.
- (1964) Hypnotism Today, Leslie M. LeCron and Jean Bordeaux, New York: Grune & Stratton, 1964.
- (1964) Biographical Dictionary of Parapsychology, Pleasants, Helene, ed., New York: Helix Press, 1964.
- (1968) Clinical Hypnotherapy, David B. Cheek and Leslie M. LeCron. New York: Grine & Stratton, 1968.